# Якутські стрільці
Якутські стрільці — воїни 3-ї, 19-ї та 40-ї окремих лижних бригад у складі 12-го гвардійського стрілецького корпусу, сформованих здебільшого з мешканців Якутії.

## Історія
Бригади, сформовані в Уральському військовому окрузі з якутів-мисливців, прибули на Північно-Західний фронт 15 лютого 1943 року і майже відразу вступили в бій.
У період з 23 по 25 лютого 1943 війська 27-ї армії Північно-Західного фронту проводили наступальну операцію по всьому фронту з метою розгромити староруське угруповання противника і вийти у напрямку на Шимськ.
Три окремі лижні бригади, які мали у своєму складі до 40 % якутів, отримали завдання: глибоким обходом через Ільмень заволодіти його південним берегом на ділянці Устрека, Ужин та мисом на сході. Після захоплення Борисова, Великого Ужина, Великого Воронова, Балагіжи наступати на Стару Русу і перерізати шосейну дорогу Стара Руса — Шимськ. Повністю виконати завдання воїнам не вдалося.
23 лютого почався наступ. Бійці лижних бригад у білих маскувальних халатах здійснили марш, швидкість руху якого становила 2—3 кілометри на годину. О 23 годині 19-та бригада минула Маяк Залізний і втратила зв'язок з іншими. 2-й батальйон, виділений в головний загін, розпочав бій у селі Рєтльо та заволодів ним. 1-й і 3-й батальйони зав'язали бій у селах Заднє поле, Гірка, Солобсько. Ворог знаходився на високому ільменському березі, а якутські стрільці змушені були наступати через відкритий простір, по скрижанілому Ільменю. Коли якутці наближались до берега, по них вдарила артилерія, одночасно відбувалось бомбардування з повітря. У кінці дня втрати 19-ї бригади в особовому складі становили до 30 %. Ті воїни, що не загинули від куль і бомбардування, потонули у водах Ільменю. Це був перший і останній бій 19-ї бригади.
У боях за Ільмень, що тривали до 10 березня, бригада зазнала величезних втрат і була практично знищена, її залишки влилися в 150-ту стрілецьку дивізію, яка пройшла шлях до Берліна, і штурмувала Рейхстаг.

## Пам'ятники
- 20 листопада 1968 року край дороги від озера Ільмень до села Буреги було встановлено обеліск з написом: «Вічна слава воїнам-якутцям, загиблим в боях за звільнення Староруського району від німецько-фашистських загарбників у 1943 році» (рос. «Вечная слава воинам-якутянам, погибшим в боях за освобождение Старорусского района от немецко-фашистских захватчиков в 1943 году»). У день відкриття пам'ятника члени делегації Якутії висипали на фундамент жменю землі і вилили ленську воду в Ільмень.

- 19 травня 2000 року в селі Заднє Поле відбулося відкриття меморіалу братнього поховання воїнів-якутців, загиблих при штурмі озера взимку 1943 року. Автор проєкту — Д. Савінов. Нижня частина пам'ятника, що виконана з мармуру, символізує розколоту крижину, по всьому периметру якої розташовується шість 8-метрових стел, що зображують каркас північного житла, яке якути називають ураса. Всередині споруди знаходяться гранітні плити, що нагадують саркофаг (так раніше в Якутії ховали померлих). Саме на цих плитах викарбувано імена загиблих — приблизно 250 прізвищ[1]. Але існує припущення, що їх загинуло набагато більше[2].
- У Якутську зведено меморіал, який отримав назву «Журавлі над Ільменем»[3].

## У літературі
Відомий якутський поет Сергій Васильєв написав поему «Священний Ільмень», присвячену подвигу земляків.
Священный Ильмень 

Те года, 
 Когда твоя вода 

Плакала 

Мученьями 

людскими, 

И ржавела кровью 

Как руда …

## У кіно
- 5 травня 2005 року в Якутському академічному театрі імені П. А. Ойгунського відбулася презентація фільму «Журавлі над Ільменем» (виробництво «Сахафільм», режисер М. Аржаков), присвяченого подвигу воїнів-якутців[5].

Фільм «Журавлі над Ільменем» транслювався також на каналі «Культура».
- У 2008 році компанія «Саха» зняла документальний фільм «Живі голоси війни». Одна з серій була присвячена загибелі 19-ї бригади.

## Пам'ять
- У пам'ять про окрему 19-й бригаді одна з вулиць Старої Руси стала називатися вулицею Якутських стрільців.
- У місті Якутськ одна з вулиць отримала назву Ільменська, на згадку про бої земляків на озері Ільмень.
- Щороку проводиться «Лижний десант», в якому беруть участь учні зі Старої Руси, Староруського району та Якутії[7][8].